# Lingua yami
La lingua yami (雅美) o tao (caratteri cinesi: 達悟語) è la lingua parlata dal popolo Tao di aborigeni taiwanesi, che vivono sull'isola Orchid a 46 km a sudest di Taiwan. La Yami è l'unica lingua tra quelle degli indigeni di Taiwan che non fa parte della sottofamiglia delle lingue formosane, si identifica invece meglio con le lingue filippine di cui le lingue bataniche, soprattutto con la lingua ivatan parlata nell'arcipelago delle Batanes, a nord delle Filippine.

## Somiglianze con la lingua filippina
| Italiano                    | Yami        | Filippino/Ilokano/Tagalog ecc                 |
| --------------------------- | ----------- | --------------------------------------------- |
| Persona                     | tao         | tao                                           |
| Madre                       | ina         | ina                                           |
| Padre                       | ama         | ama                                           |
| Testa                       | oo          | ulo                                           |
| Sì                          | nohon       | oho (opo)                                     |
| Amico                       | kagagan     | kaibigan                                      |
| Chi                         | sino        | sino                                          |
| Loro                        | sira        | sila                                          |
| Loro (aggettivo possessivo) | nira        | nila                                          |
| Prole                       | anak        | anak                                          |
| Io                          | ko          | ako, siak (ilokano)                           |
| Tu                          | ka          | ikaw (cebuano: ka), sika (ilokano)            |
| Giorno                      | araw        | araw, aldaw (ilokano)                         |
| Mangiare                    | kanen       | kumain, kanen (ilokano)                       |
| Bere                        | inomen      | inomen (ilokano)                              |
| E (congiunzione)            | aka         | saka                                          |
| Spilla                      | Ananay      | Aray (cebuano: araray), anay (ilokano)        |
| Casa                        | vahay       | bahay, balay (ilokano, cebuano)               |
| Maiale                      | viik        | biik                                          |
| Oca                         | kadling     | kambing, kanding (cebuano), kalding (ilokano) |
| Pietra                      | vato        | bato (ilokano, cebuano)                       |
| Uno                         | ása         | isa, maysa (ilokano)                          |
| Due                         | dóa (raroa) | dalawa (cebuano: duha), dua (ilokano)         |
| Tre                         | tílo        | tatlo (cebuano: tulo), talo (ilokano)         |
| Quattro                     | ápat        | apat, upat (ilokano, cebuano)                 |
| Cinque                      | líma        | lima (ilokano, cebauno)                       |
| Sei                         | ánem        | anim, inem (ilokano), unom (cebuano)          |
| Sette                       | píto        | pito (ilokano, cebuano)                       |
| Otto                        | wáo         | walo (ilokano, cebuano)                       |
| Nove                        | síam        | siyam (ilokano, cebuano)                      |
| Dieci                       | póo         | sampom, sangapulo (ilokano)                   |

## Prestiti giapponesi
| Italiano          | Yami     | Giapponese                                   |
| ----------------- | -------- | -------------------------------------------- |
| Aeroplano         | sikoki   | hikouki (飛行機)                             |
| Alcool            | saki     | sake (酒)                                    |
| Nave da battaglia | gengkang | gunkan (軍艦)                                |
| Bibbia            | seysio   | seisho (聖書)                                |
| Cristo            | Kizisto  | kirisuto (キリスト)                          |
| Dottore           | koysang  | o-isha-san? (お医者さん)                     |
| Torcia elettrica  | dingki   | denki (電気)                                 |
| Spirito Santo     | seyzi    | seirei (聖霊)                                |
| Chiave            | kagi     | kagi (鍵)                                    |
| Medicina          | kosozi   | kusuri (薬)                                  |
| Motocicletta      | otobay   | ootobai (オートバイ; dall'inglese auto bike) |
| Polizia           | kisat    | keisatsu (警察)                              |
| Scuola            | gako     | gakkō (学校)                                 |
| Zaino scolastico  | kabang   | kaban (鞄)                                   |
| Insegnante        | sinsi    | sensei (先生)                                |
| Biglietto         | kipo     | kippu (切符)                                 |
| Camion            | tozako   | torakku (トラック; dall'inglese truck)       |

## Prestiti cinesi
| Italiano | Yami      | Cinese            |
| -------- | --------- | ----------------- |
| Vino     | potaw cio | pútáojīu (葡萄酒) |